# راسپوتینا (گروه موسیقی)
راسپوتینا (به انگلیسی: Rasputina) گروهٔ موسیقی آمریکایی مستقر در نیویورک می‌باشد که به‌دلیل سبک موسیقی غیر متعارف و همچنین کشش خود به تمثیلات تاریخی و مد علی الخصوص آنانی که به دورهٔ ویکتوریا مربوط هستند، شناخته می‌شود.